# 孝直镇
孝直镇，是中华人民共和国山東省济南市平阴县下辖的一个行政建制镇。该镇位于平阴县东南部，中东部为汇河平原，同东平县、肥城市等周边县市联系密切。孝直镇总面积136平方千米，辖64个行政村，人口6万2千4百余人。该镇为平阴县最大的乡镇级行政区之一，也是人口最多的行政建制镇。
孝直镇以其驻地孝直村命名，孝直村则因“恪守孝道、忠厚信直”而得名。公元672年的李云碑中即已记载了“孝直”之名。孝直镇境内的展洼村被认为是“和圣”柳下惠的故乡。

## 历史沿革
秦代今孝直镇属济北郡，汉代属于东平国，隋、唐时分别属济北郡、济州。根据唐咸通年间李云墓志铭铭文记载，至迟在唐末，孝直村就已经建立，并且在当时即有“孝直”之名。宋、金、元、明时期分别属郓州、东平府、东平路，东平州。
清嘉庆十三年，平阴分为4乡26里，今孝直镇辖域归安乐乡管辖。光绪二十一年（1895年）全县分24里，其中孝直村及附近的共计19个村庄归孝直里管辖。1933年，平阴县划分为五个区，其中三区即位于孝直镇，三区下辖3个镇、37个乡。
抗日战争开始后，1938年，中国共产党进入孝直境内活动，1939年，中国共产党建立平阴县抗日民主政府并辖六个区，其中三区区公所位于孝直村，1942年12月，孝直所在区调整为五区，1949年10月又调整为三区。1949年10月，平阴三区下辖21个乡，分别为：
柳滩乡、龙洼乡、谷楼乡、湿口山乡、蒋沟乡、孔村乡、前庄科乡、后庄科乡、转湾乡、大兴乡、王屯乡、亓集乡、陈屯乡、张庄乡、展洼乡、店子乡、西天宫乡、孝直乡、赵桥乡、尹平乡、柳沟乡。
1956年6月，撤区并乡，今孝直镇辖境包括孝直镇、店子乡、湿口山乡等乡镇。1958年4月22日，孝直镇东部的六个村划给店子乡，而湿口山乡撤销，并入孝直镇。1958年9月21日，孔村乡、店子乡并入孝直镇，同年10月孝直镇改为孝直人民公社。1959年1月，平阴县并入东平县，孝直公社归东平县管辖，9月，平阴县恢复，孝直公社沿属。1962年2月14日，孔村公社自孝直公社析出，1963年3月，店子公社亦从孝直公社析出。至1978年3月，今孝直公社下辖孝直、营子、湿口山、庄科、谷楼5个管理区；店子公社下辖宋柳沟、店子、丁屯、展洼4个管理区。
1978年10月，店子公社并入孝直公社，次年1月店子公社和孝直公社再度分离。1984年5月，人民公社撤销，原店子公社和孝直公社合并为孝直区，此时孝直区下辖64个行政村，分属孝直镇 、湿口山乡、亓集乡、展洼乡、店子乡。1985年9月20日，区级行政区撤销，原孝直区下辖的乡镇合并为孝直镇、店子乡两个乡镇。2005年，原店子乡并入孝直镇。

## 地理环境
孝直镇位于平阴县东南，西邻洪范池镇、北接孔村镇，东、南两侧分别与肥城市、东平县接壤。总面积136平方千米。该镇西侧为丘陵地带，其中九峪山邵家寨为孝直镇内最高点，海拔419米。中东部为汇河冲积平原，而这也是平阴县境内最大的一片平原地域。汇河自南向北流经孝直镇东部，为孝直镇境内最重要的河流。

## 行政区划
孝直镇下辖以下行政村，其中孝直村为镇政府驻地：
孝直村、南李庄村、贾庄村、天兴村、大兴村、后兴村、吴庄村、张平庄村、泊头村、凤凰庄村、赵桥村、张屯村、张沟村、张庄村、大天宫村、小天宫村、营子村、东辛庄村、西辛庄村、前庄科村、后庄科村、刁鹅岭村、商庄村、亓集村、傅庄村、黄庄村、谷楼村、张小山村、野场村、廉庄村、南孔庄村、东湿口山村、西湿口山村、马跑泉村、刘家庄村、薄庄村、罗圈崖村、焦庄村、许小山村、刘所村、前店子村、后店子村、二虎庙村、沙岭村、龙洼村、邱林村、丁屯村、盛屯村、夏庄村、东白庄村、东江庄村、柳滩村、前洼村、中洼村、后洼村、展小庄村、东张村、西张村、葛楼村、黄楼村、宋柳沟村、曲柳沟村、焦柳沟村和王柳沟村。

## 经济
2015年，孝直镇生产总值26.45亿元，其中第一产业8.33亿元、第二产业11.06亿元、第三产业7.06亿元。当年农民人均可支配收入为12060元。

## 人口

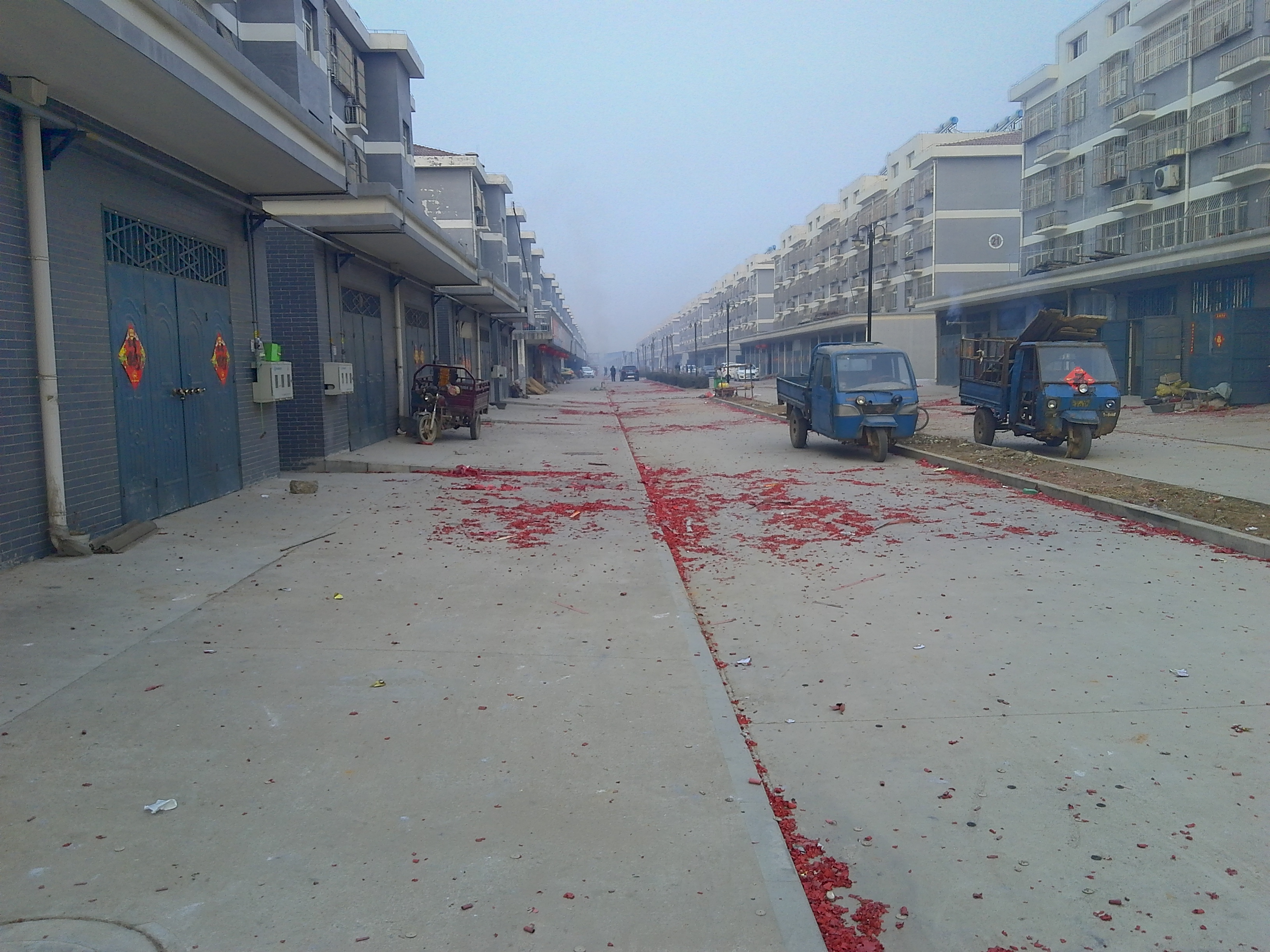
孝直镇和圣苑社区

2010年中国第六次人口普查时，孝直镇共有人口52683人。共有家庭17099户，平均每户3.07人。14岁以下的少年儿童共8324人，占总人口15.80%；15-64岁人口共38352人，占总人口72.79%；65岁及以上的老年人共6007人，占总人口的11.40%。男性共计25863人，占总人口49.09%；女性共计26820人，占总人口50.90%。本地居住的人口中，拥有本地户籍的人口为50660人，占96.16%。

## 文化
孝直镇境内方言属于冀鲁官话石济片聊泰小片，今孝直镇西部方言与平阴县多数地区基本一致，孝直镇东部，处于汇河平原的原店子乡地区方言接近肥城话。
孝直镇曾建有和圣祠，祭祀柳下惠，当地流传着柳下惠传说、孝直的传说等数个民间故事，其中柳下惠传说被列为山东省第二批非物质文化遗产，展洼村的展姓的村民亦自认为柳下惠后裔。

### 引用
1. 1 2 3 4 5 6  .
2. 1 2  .   [2019-07-08]. （原始内容存档于2018-11-24）.
3. 1 2  .
4. 1 2 3 4  . 平阴县地名网.   [2019-07-08]. （原始内容存档于2016-12-29）.
5. 1 2  . 济南网. 2018-09-02  [2019-07-08]. （原始内容存档于2019-07-08）.
6. 1 2  中国国务院人口普查办公室、中国国家统计局人口就业统计司等.  (收费). 统计年鉴分享平台: 表15 山东省乡、镇、街道人口. 2010  [2018-07-19]. （原始内容存档于2018-07-19）.
7. 1 2 3  平阴县政府办公室. . 平阴县人民政府. 2018-06-19  [2019-07-06]. （原始内容存档于2019-01-11）.
8. ↑  . 中国·国家地名信息库.
9. ↑  . 凤凰网文化. 济南日报. 2010-07-26  [2019-07-08]. （原始内容存档于2019-07-08）.
10. 1 2  . 凤凰网山东.   [2019-07-08]. （原始内容存档于2019-07-08）.
11. ↑  东平县民政局 2005，第77頁
12. ↑  东平县民政局 2005，第78-79頁
13. ↑  东平县民政局 2005，第84-87頁
14. ↑  . jnsb.e23.cn. 2016-01-18  [2019-07-08]. （原始内容存档于2019-07-08）.
15. ↑  . 中华人民共和国国家统计局. 2023 （中文（中国大陆））.[]
16. ↑  . （原始内容存档于2019-07-08）.
17. ↑  邵邦森 2012，第261-265頁
18. ↑  邵邦森 2012，第2-14頁